# شهرستان دیمیترووگراد

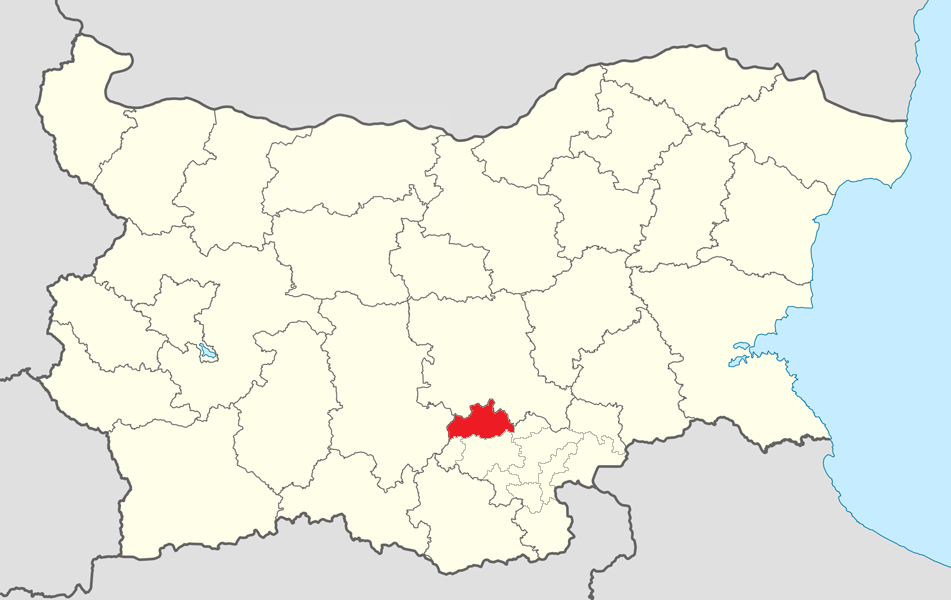
نقشه‌ی شهرداری دیمیترووگراد در بلغارستان و استان هاسکوو

شهرداری دیمیترووگراد (بلغارستان) (به لاتین: Dimitrovgrad Municipality, Bulgaria) یک شهرداری در بلغارستان است که در استان خاسکوو واقع شده‌است.
مرکز اداری این شهرستان شهر دیمیتروف‌گراد است.

## خصوصیات
شهرداری دیمیترووگراد ۵۶۷٫۶ کیلومترمربع مساحت و ۵۳٬۵۵۷ نفر جمعیت دارد.